# Bodrum FK
 (août 2024).
Si vous disposez d'ouvrages ou d'articles de référence ou si vous connaissez des sites web de qualité traitant du thème abordé ici, merci de compléter l'article en donnant les références utiles à sa vérifiabilité et en les liant à la section « Notes et références ».
Maillots
Le Bodrum Futbol Kulübü est un club de football turc basé à Bodrum.

## Histoire
Le club a été fondé sous le nom de Bodrumspor en 1931 par Derviş Görgün, qui était également footballeur du club. Le club passe ses premières années en tant que club amateur avant d'être promu en troisième division de la TFF en 1995.
Lors de la saison 2022-2023, le club a perdu la finale des éliminatoires de promotion 2-1 contre Pendikspor. Plus tard, il a obtenu la promotion en Süper Lig pour la première fois de son histoire, après une victoire 3-1 contre Sakaryaspor après prolongation lors de la finale des éliminatoires de promotion 2023-2024, devenant ainsi le premier club de Muğla à réaliser cet exploit.

## Palmarès
- Championnat de Turquie D4 (1)
  - Vainqueur : 2016-2017
- Championnat de Turquie D5 (1)
  - Vainqueur : 2014-2015

## Personnalités du club

### Effectif (saison 2024-2025)
| N° | Nat.                   | Poste | Nom du joueur     |
| -- | ---------------------- | ----- | ----------------- |
| 1  | Drapeau du Portugal    | G     | Diogo Sousa       |
| 4  | Drapeau de la Turquie  | M     | Erkan Değişmez () |
| 5  | Drapeau de la Turquie  | M     | Taylan Antalyalı  |
| 6  | Drapeau de la Turquie  | D     | Süleyman Özdamar  |
| 7  | Drapeau de la Bulgarie | A     | Zdravko Dimitrov  |
| 8  | Drapeau de la Turquie  | M     | Samet Yalçın      |
| 9  | Drapeau de la Roumanie | A     | George Pușcaș     |
| 10 | Drapeau de la Turquie  | A     | Kenan Özer        |
| 14 | Drapeau de la Turquie  | M     | Tunahan Akpınar   |
| 15 | Drapeau de l'Albanie   | D     | Arlind Ajeti      |
| 16 | Drapeau de l'Angola    | M     | Fredy             |
| 18 | Drapeau du Nigeria     | M     | Gabriel Obekpa    |
| 19 | Drapeau du Ghana       | A     | Haqi Osman        |
| 20 | Drapeau du Portugal    | M     | Pedro Brazão      |
| 21 | Drapeau de la Turquie  | M     | Ahmet Aslan       |
| 22 | Drapeau de la Turquie  | G     | Kerem Ersunar     |

| No. | Nat.                     | Position | Nom du joueur      |
| --- | ------------------------ | -------- | ------------------ |
| 23  | Drapeau de la Turquie    | D        | Üzeyir Ergün       |
| 26  | Drapeau du Ghana         | M        | Musah Mohammed     |
| 28  | Drapeau de la Turquie    | D        | Murat Sipahioğlu   |
| 29  | Drapeau de la Martinique | D        | Christophe Hérelle |
| 33  | Drapeau de la Tchéquie   | D        | Ondřej Čelůstka    |
| 34  | Drapeau de la Turquie    | D        | Ali Aytemur        |
| 41  | Drapeau de la Turquie    | A        | Gökdeniz Bayrakdar |
| 48  | Drapeau de la Turquie    | A        | Celal Dumanlı      |
| 53  | Drapeau de la Turquie    | G        | Gökhan Akkan       |
| 54  | Drapeau de la Turquie    | G        | Rüzgar Adıyaman    |
| 70  | Drapeau de la Turquie    | M        | Ege Bilsel         |
| 77  | Drapeau de la Turquie    | D        | Cenk Şen           |
| 91  | Drapeau de la Turquie    | M        | Enes Öğrüce        |
| 84  | Drapeau de la Turquie    | M        | Yusuf Sertkaya     |
| 99  | Drapeau de l'Albanie     | A        | Taulant Seferi     |